# Apanteles wittei
Apanteles wittei är en stekelart som beskrevs av De Saeger 1944. Apanteles wittei ingår i släktet Apanteles och familjen bracksteklar. Inga underarter finns listade i Catalogue of Life.